# Bărcănești (Ialomița)
Bărcăneşti é uma comuna romena localizada no distrito de Ialomiţa, na região de Muntênia. A comuna possui uma área de 92.43 km² e sua população era de 3765 habitantes segundo o censo de 2007.